# Ed Flanders
Edward Paul Flanders (Minneapolis, 29 december 1934 - Denny (Californië), 22 februari 1995) was een Amerikaans acteur. Hij won drie Emmy Awards, voor de televisiefilm A Moon for the Misbegotten (1975), voor de televisiefilm Harry S. Truman: Plain Speaking (1976) en voor het spelen van Dr. Donald Westphall in de televisieserie St. Elsewhere (1983). Hij speelde zijn personage Phil Hogan eerder ook in de Broadway-versie van A Moon for the Misbegotten en kreeg daarvoor in 1974 een Tony Award.
Flanders scheidde in 1992 van zijn tweede echtgenote Cody Lambert, met wie hij in 1985 trouwde. Eerder was hij van 1963 tot 1968 getrouwd met actrice Ellen Geer. Hij was vader van drie kinderen, Scott, Suzanne, en Ian. Flanders kampte de laatste jaren van zijn leven met chronische rugklachten en depressies. In 1995 ging hij naar het spookstadje Denny en schoot zichzelf daar door het hoofd, met fatale afloop.

## Filmografie
*Exclusief 22 televisiefilms
- Bye Bye Love (1995)
- The Exorcist III (1990)
- The Pursuit of D.B. Cooper (1981)
- True Confessions (1981)
- Inchon (1981, stem)
- The Ninth Configuration (1980)
- MacArthur (1977)
- The Trial of the Catonsville Nine (1972)
- The Grasshopper (1970)

## Televisieseries
*Exclusief eenmalige gastrollen
- St. Elsewhere - Dr. Donald Westphall (1982-1988, 120 afleveringen)
- Backstairs at the White House - President Calvin Coolidge (1979, drie afleveringen)
- Salem's Lot - Dr. Bill Norton (1979, miniserie)
- Hawaii Five-O - Dr. Alexander Kline (1969-1975, twee afleveringen)

- Biblioteca Nacional de España: XX1688518
- Bibliothèque nationale de France: cb141776507 (data)
- Gemeinsame Normdatei: 1081736453
- International Standard Name Identifier: 0000 0000 7689 4515
- Library of Congress Control Number: n85322443
- Nationale Bibliotheek van Israël: 987007447427705171
- SNAC: w63j4xqc
- Système universitaire de documentation: 170405435
- Virtual International Authority File: 37126257
- WorldCat: E39PBJwX8HhfmRYkggwrqPJqwC